# ベアトリーチェ・デステ (ハンガリー王妃)
ベアトリーチェ・デステ（イタリア語：Beatrice d'Este, 1215年 - 1245年5月8日以前）は、ハンガリー王アンドラーシュ2世の3番目の妃。

## 生涯
ベアトリーチェはフェラーラ領主アルドブランディーノ1世・デステの一人娘である。母の名および出自は不明である。父アルドブランディーノ1世はベアトリーチェが生まれた年に死去し、ベアトリーチェは叔父アッツォ7世に育てられた。
1234年初め、1233年に2番目の妃をなくしていたハンガリー王アンドラーシュ2世はエステ家の宮殿を訪れ、そこでベアトリーチェと恋に落ちた。叔父アッツォ7世は、ベアトリーチェの持参金とベアトリーチェの父の遺産に対する権利を放棄する条件で結婚に同意した。
結婚式は1234年5月14日にセーケシュフェヘールヴァールで行われ、アンドラーシュ2世は婚姻契約において、ベアトリスに持参金として5千ポンドを与え、さらに年千ポンドを与えるとした。しかし、ベアトリーチェとアンドラーシュ2世の息子達との関係はすぐに緊張をはらんだものとなった。
1235年9月21日にアンドラーシュ2世が死去すると、義理の息子であるベーラ4世が王位を継承し、ベアトリーチェをハンガリーから追放しようとした。そのうえ、ベアトリーチェが妊娠していることを公表すると、ベアトリーチェをハンガリー宮中伯デーネシュとの密通で告発し、ベアトリーチェの逮捕を命じた。ベアトリーチェは、アンドラーシュ2世の葬儀に参加するためにハンガリーを訪れていた神聖ローマ皇帝フリードリヒ2世の大使らの助力によりかろうじてハンガリーから逃れることができた。
ベアトリーチェは神聖ローマ帝国に向かい、そこでイシュトヴァーンを産んだが、その嫡出性が異母兄らに認められることはなかった。ベアトリーチェは出産の後、叔父アッツォ7世の宮廷で暮らすことを考えたが、アッツォ7世はこれを拒否した。
ベアトリーチェはその後数年間、イタリア中を移動してすごしたが、息子がハンガリーの公領からの収入を受け取る権利は決して放棄しなかった。ベアトリーチェは、ヴェネツィア共和国にハンガリーとの戦いの間、息子を支援するよう説得したが、ヴェネツィアは1244年6月30日の和平条約でベーラ4世に対し、ベアトリーチェとその息子を支援しないことを約束した。
教皇インノケンティウス4世は、イタリアの35の修道院からの収入をベアトリーチェに与えた。

## 子女
- イシュトヴァーン（1236年 - 1271年4月10日） - アンドラーシュ3世の父